# Mario Corti (calciatore)
Mario Corti (Genova, 16 novembre 1931 – Catania, 13 gennaio 2020) è stato un calciatore italiano, di ruolo difensore.

## Carriera

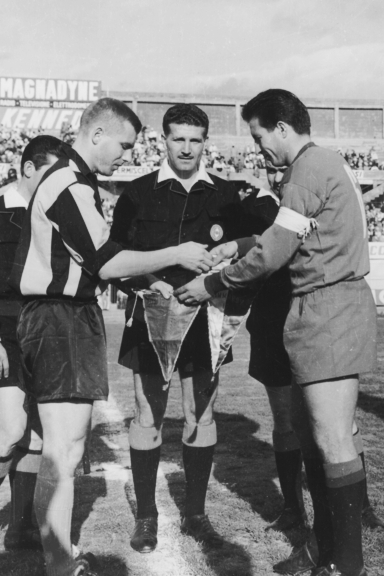
Prima di un incontro con la svedese Hammarby, arbitro Concetto Lo Bello

Cresciuto nella squadra blucerchiata, esordì nella massima serie il 29 maggio 1949, in Sampdoria-Torino (2-3). Vinse il Torneo di Viareggio nel 1950 e nel 1952-1953 passò in prestito al Piombino, in Serie B. Giocò con i toscani solo una stagione, per poi passare al Monza. I biancorossi lo impiegarono da titolare in difesa per quattro anni.
Nel 1957-1958 passò al Catania. Le prime due stagioni furono giocate nella bassa classifica. Con l'arrivo di Ignazio Marcoccio e la conferma di Carmelo Di Bella, la squadra si riprese e conquistò la promozione nella massima serie. Corti ne diventò il capitano per quattro stagioni, tra il 1960 e il 1964, giocò successivamente nel Paternò, in Serie D e chiuse la carriera in Australia nell'Adelaide nel 1968.

## Palmarès

### Giovanili
- Torneo di Viareggio: 1

Sampdoria: 1950

### Club
- Campionato italiano di Serie B: 3º Posto

Promozione in Serie A con il Catania: 1959-1960